# Laxenecera abdominalis
Laxenecera abdominalis là một loài ruồi trong họ Asilidae. Laxenecera abdominalis được Oldroyd miêu tả năm 1970. Loài này phân bố ở vùng nhiệt đới châu Phi.